# Mõndavere
Mõndavere – wieś w Estonii, w prowincji Virumaa Zachodnia, w gminie Kadrina.